# Tally Weijl
TALLY WEiJL è un marchio di moda svizzero. Si rivolge principalmente ad un pubblico giovanile. Di proprietà familiare, l'azienda nacque nel 1984 ed oggi conta più di 900 negozi in 37 paesi. Il Design Studio è situato a Basilea, mentre il Service and Support Center ha sede a Basilea.

## Storia
L'azienda fu fondata nel 1984 da Tally Elfassi-Weijl e Beat Grüring. Inizialmente i capi venivano venduti ad alcune boutique svizzere e magazzini. Solo nel 1987 fu inaugurato il primo negozio della catena, a Friburgo, in Svizzera.
I capi erano perlopiù rivolti al pubblico femminile giovane. Nel 1997 il marchio apre i primi negozi in Germania e inizia l'espansione in Europa e nel resto del mondo. In seguito vengono aperti il centro stile e design a Parigi e il centro di distribuzione a Milano. Nel 2012 l'azienda possiede una rete di vendita composta da circa 800 negozi presenti in 39 paesi. Sono circa 3 200 i dipendenti.